# Vincenzo Auria
Vincenzo Auria (né à Palerme le 5 août 1625 et mort dans la même ville le 6 décembre 1710) est un poète et historien sicilien, connu pour ses ouvrages sur l'histoire de la Sicile.

## Biographie
Vincenzo Auria naquit en 1625 à Palerme, d'une illustre famille qui prétend descendre des Doria de Gênes. Il était fils de Frédéric et neveu de Jean-François Auria, deux jurisconsultes qui s'étaient acquis une assez grande réputation par divers ouvrages maintenant oubliés. Après avoir terminé ses études eu droit, Vincenzo reçut le laurier doctoral en 1652 à Catane, et l’on s’attendait à le voir briller au barreau ; mais il abandonna bientôt la jurisprudence pour se livrer à la culture des lettres. Il fut pourvu la charge de chancelier du royaume de Sicile, et mourut à Palerme le 6 décembre 1710, dans un âge avancé.

## Œuvres
Les ouvrages d'Auria sont très-nombreux. On en trouvera la liste dans la Bibliot. sicula de Mongitore, II, 274. Les suivants sont les seuls qui soient encore recherchés :
- Dell'origine ed Antichità di Cefalù, città di Sicilia, notitie historiche, Palerme, 1656, in-4°. Cet ouvrage est rempli d’érudition. Il a été traduit en latin et inséré par Sigebert Havercamp, avec des notes dans le Thesaur. Siciliæ, t. XIV.
- La Giostra, discorso historico, ibid., 1690, in-4°. C’est une dissertation sur l’origine des tournois, dans laquelle l’auteur donne quelques détails sur ceux qui ont été célébrés en Sicile.
- Historia cronologica de' vicerè di Sicilia, dell’anno 1409, ib., 1697, in-fol. ; ouvrage plein de recherches et très-utile à consulter.
- La Verità storica svelata, ibid., 1702, in-4° ; c'est la défense des illustres Siciliens que Filadelfo Mugnos avait traités avec trop peu de ménagement dans son Nuovo Laertio.
- La Sicilia inventrice, ibid., 1704, in-4°. Auria fait honneur à ses compatriotes d’une foule d’inventions et de découvertes que d’autres nations seraient fondées à réclamer ; mais l’ouvrage n’en est pas moins curieux. Mongitore en est l’éditeur et y a fait additions. On a d’Auria quelques canzone dans le dialecte sicilien, insérées dans les Rime di poeti Siciliani, 3 vol. in-12, collection rare publiée de 1647 à 1653. Mais il a laissé plusieurs volumes de vers latins et italiens, qui, malgré les éloges de Mongitore, n’ont point encore trouvé d’éditeurs. Parmi ses ouvrages historiques restés manuscrits, on distingue : Discorso istorico dell'origine de' parlamenti e de' loro donativi nel regno di Sicilia, que l’on dit plein de recherches. Outre la Bibliot. sicula, on peut consulter sa vie par Mongitore, traduite en italien et insérée par Crescimbeni dans les Vite degli Arcadi illustri, III, 110.